# Френчмен (река)
Фре́нчмен (англ. Frenchman River, Frenchman Creek) — река в канадской провинции Саскачеван и американским штате Монтана; левый приток реки Милк, которая в свою очередь является притоком реки Миссури. Длина составляет примерно 341 км.
Берёт начало на юго-западе провинции Саскачеван в горах Сайпресс-Хилс, вытекая из озера Сайпресс, на высоте 975 м над уровнем моря. В верхнем течении течёт на восток, в среднем и нижнем — главным образом в юго-восточном направлении. Далее река пересекает границу с США. Впадает в реку Милк на высоте 662 м над уровнем моря в округе Филлипс, к северо-востоку от городка Сако.